# Анджелидис, Фил
Фи́ллип Ни́колас «Фил» Анджели́дис (Ангели́дис) (англ. Phillip Nicholas «Phil» Angelides; род. 12 июня 1953, Сакраменто, Калифорния, США) — американский политик-демократ, казначей штата Калифорния (1999—2007), а ранее председатель отделения Демократической партии в Калифорнии (1991—1993). В 2006 году баллотировался в губернаторы Калифорнии, но уступил действующему главе штата республиканцу Арнольду Шварценеггеру.
В октябре 2016 года WikiLeaks опубликовала электронную переписку, в которой Джон Подеста, глава предвыборной кампании Хиллари Клинтон, предложил директору Национального экономического совета Джеффри Зайнцу имена двух известных американских греков, а именно бывшего казначея штата Калифорния Фила Анджелидиса и бывшего губернатора штата Массачусетс Майкла Дукакиса, которые могли бы убедить премьер-министра Греции Алексиса Ципраса принять предложенные кредиторами в июле 2015 года экономические реформы. Двое некогда высокопоставленных чиновников, общаясь с Ципрасом, выразили свою готовность оказать любую помощь и мобилизовать греческую общину США независимо от того, какие будут поставлены цели.
Является членом консультативного комитета Американо-греческого совета.

## Биография

### Образование и семья
Родился 12 июня 1953 года в Сакраменто (Калифорния, США) в семье греков Герасимоса (Джерри) Ангелидиса и Элени (Элен) Пападопулос. Имеет брата Кимона.
Герасимос Ангелидис, инженер-механик по профессии, родился и вырос в Сан-Франциско. Его отец, родом из деревни Панарити недалеко от Коринфа (Пелопоннес, Греция), иммигрировал в США в 1907 году, на короткое время вернувшись в Грецию для участия в Первой Балканской войне. Мать родилась в Скале на острове Кефалиния (Ионические острова, Греция) и уехала в Соединённые Штаты в 1920 году.
Элени Пападопулос родилась и выросла в Александрии (Египет), куда её родители вынужденно переселились по причине Великого пожара в Смирне (сегодня территория Турции), учинённого в сентябре 1922 года войсками Мустафы Кемаля Ататюрка. В 1949 году иммигрировала в США.
В 1970 году окончил независимую школу-интернат в Охае.
В 1974 году получил степень бакалавра гуманитарных наук в Гарвардском университете.

### Карьера

#### Политика
В 1973 году, ещё будучи студентом, баллотировался в Городской совет Сакраменто.
В 1975—1983 годах работал в департаменте жилищного строительства и общественного развития Калифорнии. В этот период в 1977 году в очередной раз выставлял свою кандидатуру на выборах в Городской совет, но вновь безуспешно.
В 1988 году один из первых поддержал и занялся сбором средств для избирательной кампании баллотировавшегося в президенты США Майкла Дукакиса, с которым поддерживает крепкую дружбу до настоящего времени.
В 1991—1993 годах — председатель Демократической партии в Калифорнии. Этот пост он занял благодаря сотрудничеству с Дукакисом.
В 1994 году впервые баллотировался в казначеи Калифорнии, но уступил на выборах республиканцу Мэтту Фонгу.
В 1995—1996 годах — сопредседатель комиссии по вопросам образования и перспектив города при мэре Сакраменто.
В 1999—2007 годах — казначей Калифорнии (переизбирался в 2002 году).
В 2006 году баллотировался в губернаторы Калифорнии, проиграв Арнольду Шварценеггеру, в то время бывшему главой штата. Дукакис назвал Анджелидиса одним из немногих лучших специалистов в американской политике в тот период. Ранее в мае написал письмо сенатору Барбаре Боксер, члену комитета по торговле, науке и транспорту, в котором настоятельно призывал её поддержать сетевой нейтралитет. В июле выразил поддержку правам геев, пообещав в случае избрания его губернатором легализовать однополые браки. В августе объявил о своих планах сократить на 1,4 млрд долларов налоги для среднего класса и субъектов малого бизнеса Калифорнии. Также призвал к снижению налоговых льгот для корпораций и частных лиц, зарабатывающих более 0,5 млн долларов в год с целью увеличения финансирования сферы образования. Выразил несогласие с отправкой служащих Национальной гвардии США к границе между Калифорнией и Мексикой, и намеревался налаживать более тесные связи с бывшим в то время президентом Винсенте Фоксом. Этот план подвергся критике со стороны оппонентов Анджелидиса.

#### Девелопмент недвижимости
В 1984 году был назначен президентом корпорации «AKT Development», принадлежащей одному из его бизнес-наставников Анджело Цакопулосу.
В 1986 году основал собственную компанию по освоению земельных участков «River West».
Анджело Цакопулос, бывший бизнес-партнёр Анджелидиса, является основным донором кампаний государственных служащих Калифорнии, который с Анджелидисом, бывшим в начале 1990-х годов председателем отделения Демократической партии в штате, выделил миллионы долларов на поддержку кандидатов-демократов. В 1993 году Цакопулос пожертвовал более 3,2 млн долларов на избирательную кампанию Анджелидиса, а в 2006 году, во время губернаторской гонки, совместно со своей дочерью Элени Цакопулос-Куналакис выделил ему 5 млн долларов.
Девелопментская компания «River West» наиболее известна созданием Лагуна-Уэста за пределами Сакраменто в Элк-Грове, ставшим одним из первых районов, спроектированным в соответствии с принципами нового урбанизма. В 2005 году Анджелидис был удостоен Премии за жизненные достижения от международной некоммерческой организации «Congress for the New Urbanism» за свой проект, а также за содействие развитию нового урбанизма.

## Интересные факты
- В эпизоде «Pygmoelian» 11 сезона мультсериала «Симпсоны» один из персонажей, фотографирующий Мо Сизлака для календаря пива «Дафф», был представлен Даффменом как «вице-президент „Даффа“ по календарям и фальшивым документам Фил Анджелидис». Когда его спросили об этом случае, Анджелидис отметил, что создатель «Симпсонов» Мэтт Грейнинг является его другом, добавив, что благодаря этому эпизоду он стал «очень популярным» среди своих трёх дочерей[24][25].

## Личная жизнь
В браке с супругой Джуланн (Джули) М. Анджелидис имеет дочерей Меган, Кристину и Арианну. Имеют внучек Александру, Изабеллу и Элоди.